# Kay Lahusen
Kay Lahusen (rođena 5. siječnja 1930.), poznata i kao Kay Tobin Lahusen ili Kay Tobin, prva je otvoreno gay američka žena fotoreporterka. Lahusenove fotografije lezbijki pojavile su se na nekoliko naslovnica Ljestvi od 1964. do 1966. godine, dok je njezina partnerica Barbara Gittings bila urednica. Lahusen je pomogla u osnivanju izvornog Saveza gay aktivista (GAA) 1970. godine, sudjelovala je u tjedniku Gay Newsweekly sa sjedištem u New Yorku, a s Randyjem Wickerom koautor je The Gay Crusaders. Usvojila je prezime "Tobin" kao pseudonim neko vrijeme, ali nikada nije zakonski promijenila njezino ime.

## Rani život
Katherine Lahusen rođena je od roditelja Georgea H. i Katherine W. Lahusen 1930. godine, a odrasla je u Cincinnatiju u državi Ohio. Interes za fotografijom razvila je kao dijete. "Još kao dijete voljela sam koristiti malu box kameru, gurati je i pokušavati iz nje izvući nešto umjetničko", prisjetila se.  Dok je bila na fakultetu otkrila je da gaji romantične osjećaje prema ženi i s njom je bila u vezi šest godina, no nakon što je žena otišla "kako bi se udala i imala normalan život", Lahusen je bila shrvana gubitkom.

## NaslovniceLjestvi
Lahusen je sljedećih šest godina proveo u Bostonu radeći u referentnoj knjižnici The Christian Science Monitora. Barbaru Brooks Gittings upoznala je 1961. na pikniku Kćeri Bilitis na Rhode Islandu. Postali su par i Lahusen se preselila u Philadelphiju kako bi bila s Gittings. Kad je Gittings 1963. godine preuzela Ljestve, Lahusen je prioritet dala poboljšanju kvalitete naslovnicaa. Tamo gdje su prije postojali jednostavni linijski crteži, koje je Lahusen okarakterizirao kao "prilično prljave, male mačke, neljubazne ljudske figure" Lahusen je počela dodavati fotografije pravih lezbijki na naslovnici početkom rujna 1964. godine. Prva je prikazala dvije žene straga, na plaži s pogledom na more. Ali Lahusen je stvarno želio dodati portrete lezbijki s punim licem. "Ako idete uokolo kao da se ne usuđujete pokazati svoje lice, to odašilje užasnu poruku", dosjetila se Lahusen.
Nekoliko naslovnica prikazivalo je razne žene koje su bilenvoljne pozirati u profilu ili u sunčanim naočalama, ali u siječnju 1966. napokon je uspjela dobiti portret s punim licem. Lilli Vincenz, otvorena i nasmijana, krasila je naslovnicu Ljestvi. Na kraju Gittingsovog razdoblja uredništva, postojala je lista čekanja žena koje su htjele biti na naslovnici časopisa, s punim licem. Pisala je članke u Ljestve pod imenom Kay Tobin, imenom koje je odabrala iz telefonskog imenika i za koje je smatrala da će ga ljudi lakše izgovarati i pamtiti.

## Fotonovinarstvo
Lahusen je fotografirao Gittingsa i druge ljude koji su sredinom i krajem 1960-ih piketirali savezne zgrade i Hall of Independence. Davala je fotografije i članke za manhattanske novine pod nazivom Gay Newsweekly, a radila je u njujorškoj Memorijalnoj knjižari Oscar Wilde, prvoj knjižari posvećenoj boljoj literaturi o homoseksualnim temama i distribuciji materijala koji su promovirali gay političku agendu. Surađivala je s Gittingsom u gay klubovima Američkog knjižničarskog udruženja i fotografirala tisuće aktivista, marševa i događaja 1960-ih i 1970-ih. Frank Kameny i Jack Nichols te mnogi drugi gay aktivisti postali su akteri na njezinim fotografijama.

## Kasniji život
Osamdesetih godina Lahusen se uključila u nekretnine, a oglase je objavljivala u homoseksualnim novinama. Također je organizirala agente kako bi ih natjerala da marširaju na paradi gay ponosa u New Yorku. U novije vrijeme njezine su fotografije izložene na izložbama u društvenom centru William Way u Philadelphiji i knjižnici Wilmington Institute u Delawareu. 2007. godine sve su Lahusenove fotografije i spisi te Gittingsovi radovi i spisi donirani New York Public Library. Lahusen i Gittings bili su zajedno 46 godina, kada je Gittings umrla od raka dojke 18. veljače 2007. u dobi od 74 godine. Lahusen je radila na prikupljanju svojih fotografija za foto album o povijesti gej pokreta za prava kada je Gittingsova bolest stavila planove na čekanje. Lahusen trenutno boravi na Kennett Squareu u državi Pennsylvania u ustanovi za asistirani život.
Zemljište na kongresnom groblju u Washingtonu dodijeljeno je Lahusenu uz grobno mjesto Gittings.

## Ostavština
Sezona 1, epizoda 9 i sezona 2, epizoda 8 podcasta " Stvaranje homoseksualne povijesti " govori o Lahusenu i Gittingsu, a bonus epizoda tog podcasta govori o Lahusenovom mjesečnom sastanku s drugim homoseksualcima.

## Vanjske poveznice
- Barbara Gittings i Kay Tobin Lahusen, Gay History Papers and Photographs, 1855-2009
 Rukopisi i arhivi, New York Public Library; pristupljeno 30. travnja 2014.
- "Kay Lahusen and Barbara Gittings Digital Collection at the New York Public Library". Digitalna galerija NYPL. Pristupljeno 30. travnja 2014 .
- Posebna zbirka # 0003: Zbirka Barbara Gittings / Kay Tobin Lahusen u knjižnici William Way Community Center  Arhivirana inačica izvorne stranice od 26. listopada 2020. (Wayback Machine) ; pristupljeno 26. lipnja 2014.
- Web stranica Franka Kamenyja, s ranim fotografijama Kay Lahusen ; pristupljeno 30. travnja 2014.
- Barbara Gittings i Kay Lahusen Collection, Sveučilište Cornell ; pristupljeno 30. travnja 2014.
- Knjiga: Barbara Gittings: Gay Pioneer, biografija Gittings-a i njezine partnerice Kay Lahusen, Tracy Baim, 2015, Prairie Avenue Productions. Pogledajte https://www.amazon.com/Barbara-Gittings-Pioneer-Tracy-Baim/dp/1512019747